# 日本餃子協会
餃子協会（ぎょうざきょうかい、旧・日本餃子協会）は、日本の国民食である餃子を愛し、餃子という料理を通じて日本を元気にするための活動をする非営利団体である。公式キャラクターは「餃子野郎」。

## 概要
本組織は、地域団体で活動し普及をしている「餃子協会」と、企業または個人店舗で開発した「ご当地餃子」を紹介し、ご当地餃子会を通してより多くの人々に美味しい餃子を認知してもらえるように活動している。

正会員を「餃子コンシェルジュ」と位置づけ、「餃子コンシェルジュ」が告知可能な媒体を使い、注目すべき餃子を広める。

正会員・非正規会員を含め、2014年1月現在で2,000名を超える団体として展開している。運営スタッフ・正会員を含め不定期に配信されるメールマガジンを通じて餃子の知識を蓄積し、メディアからの質問や問合せに応える活動をしている。

## メディア出演
- 「ありえへん世界」（テレビ東京）2013年12月10日
- 「お願いランキングGOLD」（テレビ朝日）2013年7月27日
- 「ハーフタイム」（TOKYO MX）2013年6月6日
- 「MORNING STEPS FRIDAY」（FM YOKOHAMA）2013年3月1日